# Johann Michael Sailer

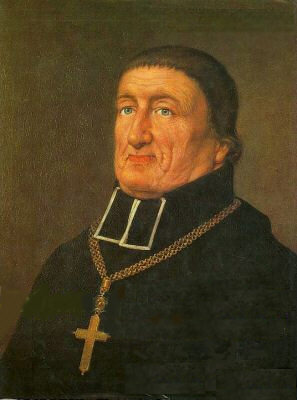
Johann Michael Sailer

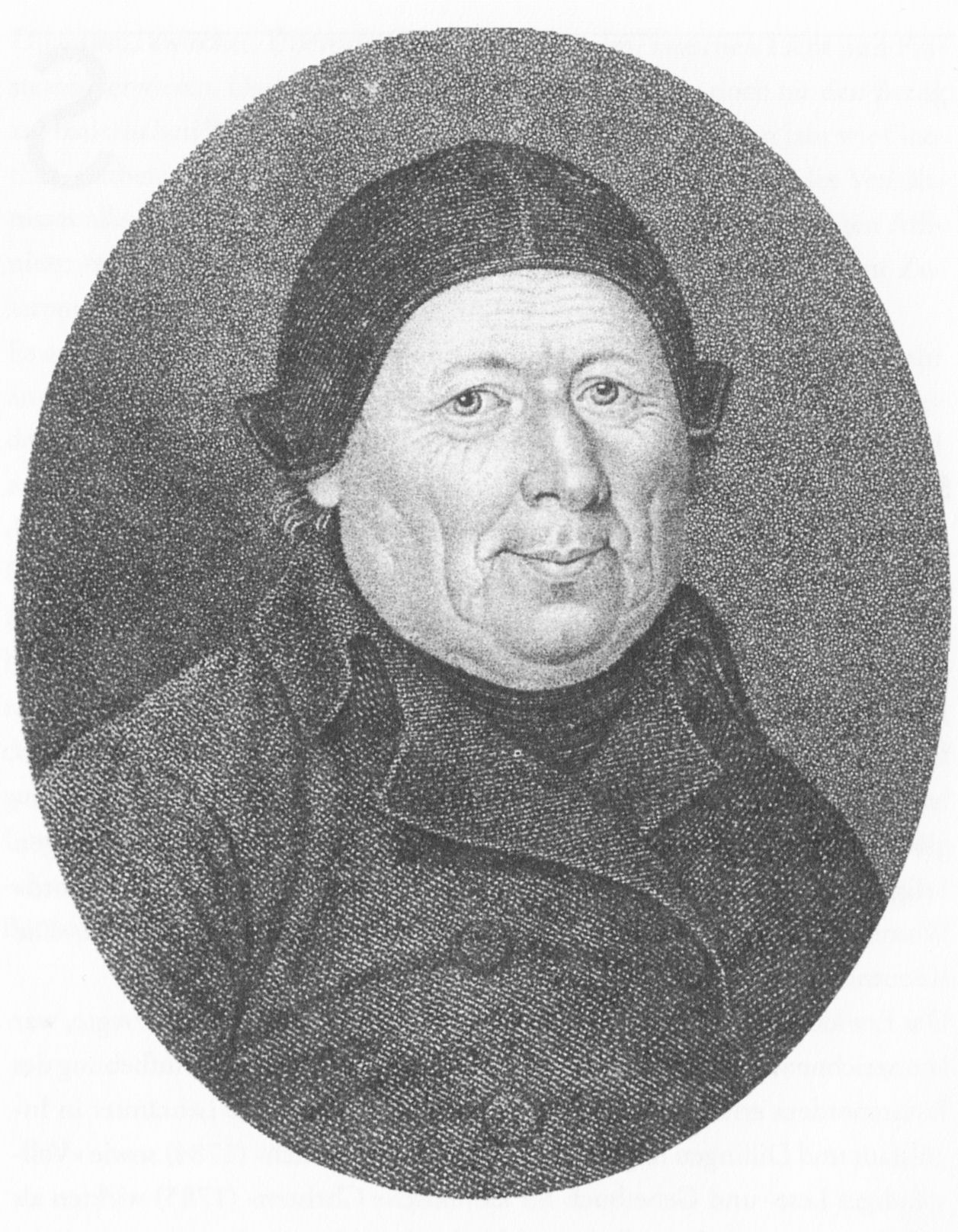
Johann Michael Sailer

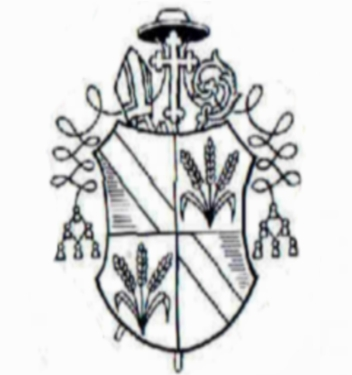
Wappen des Bischofs von Regensburg (1829–1832)

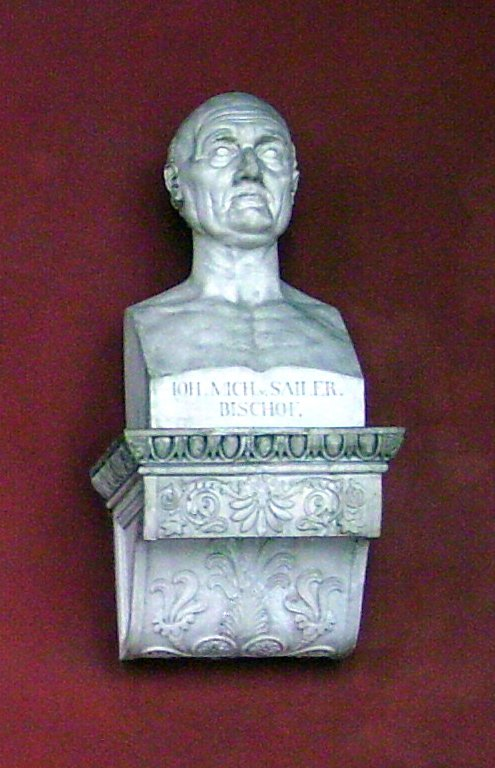
Büste Sailers in der Ruhmeshalle, München

Johann Michael Sailer, ab 1826 von Sailer (* 17. November 1751 in Aresing, Oberbayern; † 20. Mai 1832 in Regensburg), war ein katholischer Theologe (insbesondere Pastoraltheologe) und seit 1829 Bischof von Regensburg.

## Leben
Johann Michael Sailer war der Sohn des armen und tieffrommen Schuhmachers Andreas Sailer und seiner Ehefrau Maria. Er besuchte von 1762 bis 1770 das Jesuitengymnasium München (heute Wilhelmsgymnasium München). Danach trat er als Novize bei den Jesuiten ein und begann ein Theologiestudium an der Universität Ingolstadt. Doch durch die Auflösung des Ordens durch Papst Clemens XIV. im Jahr 1773 zerschlug sich Sailers Lebensplanung. Er ließ sich am 23. September 1775 zum Priester des Bistums Augsburg weihen. Als Repetitor (ab 1777) und Professor der Dogmatik (ab 1780) lehrte er in Ingolstadt, bis er 1781 unter dem Vorwurf des „Obskurantismus“ entlassen wurde.
1784 erhielt Sailer eine Professur für Theologie an der Universität Dillingen. Seine Vorlesungen hielt er – für einen katholischen Theologen jener Zeit höchst ungewöhnlich – nicht auf Latein, sondern auf Deutsch. Er vertiefte die Themen in Gesprächen mit seinen Studenten in kleinen Gruppen, auf Spaziergängen und durch die abendliche gemeinsame Schriftlesung. Die Anhänglichkeit der Studenten an Sailer weckte Missgunst; dass er mit protestantischen Gelehrten befreundet war, weckte Misstrauen und Eifersucht. Seine Widersacher beschlossen, ihn zu Fall zu bringen, und bezichtigten ihn, ein Illuminat zu sein. 1794 wurde Sailer seines Amtes enthoben.
Sailer lebte eine Zeit lang beim Grafen zu Stolberg in Wernigerode, sodann in Ebersberg. 1799 erhielt er wieder eine Anstellung als Professor der Theologie, wieder an der Universität Ingolstadt, die 1800 an die neue bayerische Landesuniversität Landshut verlegt wurde. In Landshut verfasste er seine Hauptwerke und hier wurde der spätere König Ludwig I. sein Schüler. 1810 ernannte die Bayerische Akademie der Wissenschaften Sailer zum auswärtigen Mitglied.
Sailer wurde 1821 in Regensburg erster Domkapitular, 1822 Generalvikar, Koadjutor und Titularbischof von Germanicopolis. Die Bischofsweihe empfing er am 28. Oktober 1822 vom Münchener Erzbischof Lothar Anselm von Gebsattel. 1825 wurde Sailer Dompropst am Regensburger Dom. 1826 erhob ihn König Ludwig I. mit der Verleihung des Ritterkreuzes des Verdienstordens der Bayerischen Krone in den persönlichen Adelsstand. Am 23. August 1829 starb der Regensburger Bischof Johann Nepomuk von Wolf und am 23. Oktober 1829 wurde Sailer durch persönlichen Einsatz von König Ludwig I. Bischof von Regensburg. Sailer widmete das Damenstift Obermünster zum Priesterseminar um, kämpfte für die Wiederherstellung der Klöster und führte zahlreiche Pastoralreisen durch. Sailer kümmerte sich besonders auf Firm- und Pastoralreisen um die Seelsorge in seinem Bistum. Einer seiner engsten Mitarbeiter in Regensburg war Melchior von Diepenbrock.
Nach mehreren Schlaganfällen starb Sailer 1832 in Regensburg.

## Grabdenkmal und Standbild

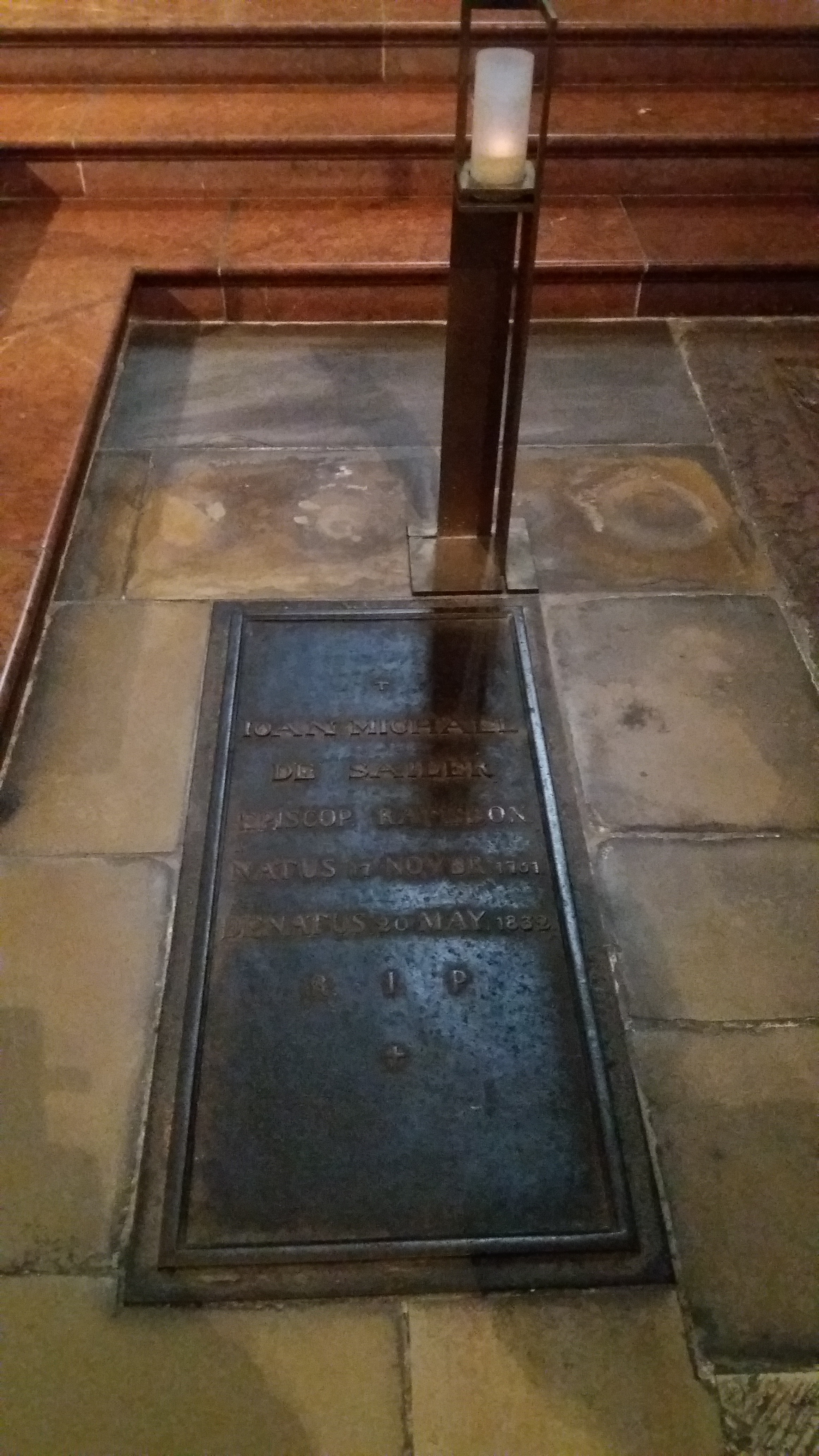
Grabdenkmal Johann Michael Sailers im Dom zu Regensburg

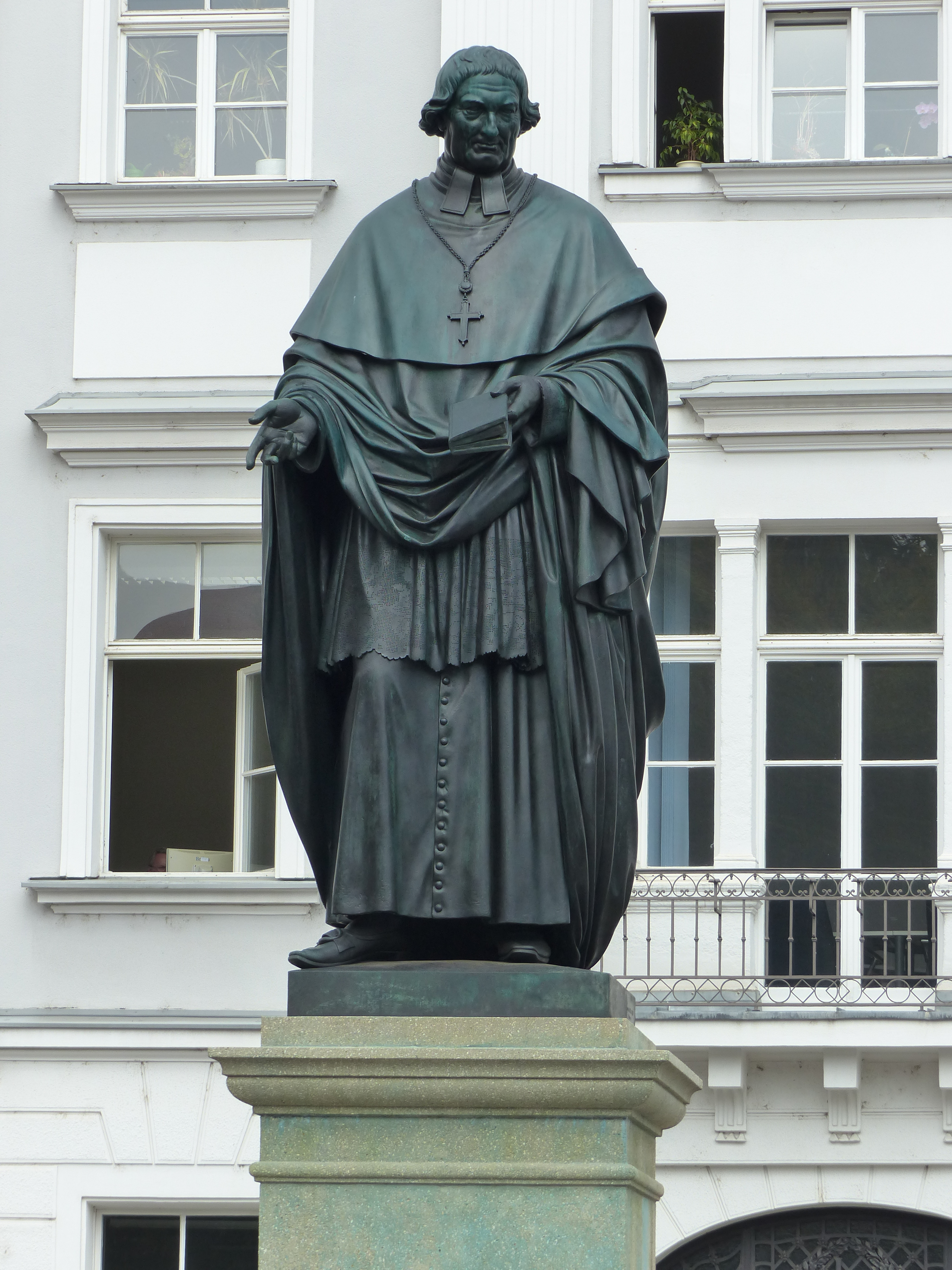
Standbild auf dem St. Emmeramsplatz in Regensburg

Sailers Grabdenkmal im Regensburger Dom, in Auftrag gegeben von König Ludwig I., wurde von Konrad Eberhard geschaffen und zählt zu dessen Hauptwerken. 
Nach 1866/67 reifte beim bereits abgedankten König Ludwig I. der Entschluss, seinen verstorbenen ehemaligen Lehrer und Freund Sailer durch die Errichtung eines Bronzestandbildes am Ort seiner letzten Wirkungsstätte zu ehren. Mit diesem Standbild bekam die Stadt Regensburg ihr erstes Personendenkmal auf einem öffentlichen Platz. Den Bürgern sollte Sailer ohne seine bischöflichen Insignien Mitra und Stab, der sich barhäuptig mit einem Buch in der Hand den Menschen zuwendet, als Tugendbeispiel vor Augen geführt werden. Für Ludwig war auch die Wahl des Platzes für das Standbild wichtig. Er wählte den Emmeramsplatz, wo das von Max von Widnmann modellierte und von Ferdinand von Miller gegossene Standbild mit Blick nach Süden auf die Basilika St. Emmeram am 20. Mai 1868, drei Monate nach dem Tod des Stifters, aufgestellt wurde. 1870 legte die Stadt ein bepflanztes Rondell an, das 1894 von einem niedrigen umgeben und 1909 noch mit Bäumen als Hintergrund bepflanzt wurde. Das wechselvolle weitere Schicksal des Standbilds begann nach 1940, als auf dem Emmeramsplatz ein Löschwasserteich entstand, die Statue zugunsten der Rüstungsindustrie eingeschmolzen werden sollte und abtransportiert wurde. Nach dem Krieg wurde nach Recherchen von Walter Boll die Statue in Hamburg aufgefunden und gelangte leicht beschädigt im August 1949 wieder nach Regensburg, in die Nähe des Denkmals für König Ludwig I. in den Grünanlagen beim Peterskirchlein. Dort stand das Denkmal von 1951 bis 2014, als es nach einer Restaurierung wieder auf den Emmeramsplatz zurück versetzt wurde.

## Namensgeber
1964 wurde das Gymnasium in Dillingen, an dem er mehrere Jahre als Lehrer tätig war, nach ihm benannt. Sein Geburtsort Aresing hat die Grund- und Mittelschule sowie eine Straße nach ihm benannt und im Rathaus erinnert eine Büste an ihn. Sowohl im Ort Barbing östlich von Regensburg, wo Bischof Sailer eine Sommerresidenz hatte, als auch in Regensburg im Universitätsviertel ist eine Straße nach ihm benannt. In Landshut, der Stadt, in der er als Professor wirkte, ist ein Platz in der Nachbarschaft der ehemaligen Universität nach ihm benannt.

## Lehre
Sailer wirkte als Buchautor und als Lehrer. Er zählt zu den Pionieren der Pastoraltheologie.
Starke Wirkung erzielte er durch die Heranbildung eines neuen Priestertyps. Mehr als tausend jungen Geistlichen vermittelte er während seiner dreißigjährigen Lehrtätigkeit nicht nur seine Ausprägung des Christentums, sondern auch die Fähigkeit, sich im täglichen Leben auf die gesamte Existenz der ihnen anvertrauten Gläubigen einzulassen. Zu seinen Schülern gehörten König Ludwig I. von Bayern, der Bibelübersetzer Joseph Franz von Allioli, der spätere bayerische Ministerverweser und Regierungspräsident Johann Baptist von Zenetti, der ihm zeitlebens verbunden blieb, ebenso wie der Theologieprofessor und Domprediger von Münster Johann Heinrich Brockmann, sowie Martin Boos, dessen bei manchen kirchlichen Kreisen umstrittene Verkündigung er bejahte. 1811 schrieb er an Boos in Gallneukirchen:
„Das Wesen Deiner Lehre ist apostolisch, Gott in Christus, Christi Tod, Christi Geist, Christi Leben – das ist das Wesen des Christentums.“
Sailers Ruf erreichte 1823 auch Carl Proske, der sich als promovierter Arzt entschlossen hatte, seinen Beruf im preußischen Staatsdienst aufzugeben, um Theologie zu studieren und Priester zu werden. Proske suchte Rat beim damaligen Domkanoniker und Professor Sailer, der ihm zuriet. Nach seiner Priesterweihe 1826 entwickelte sich zwischen Sailer und Proske eine starke Freundschaft.
Bedeutsam ist seine Übersetzung und Edition der Imitatio Christi des Thomas von Kempen als Nachfolge Christi 1794, die zahlreiche Auflagen bis in die neuere Zeit erlebte.
Während der Kompositionsarbeit an seiner Missa solemnis (1820) stand Ludwig van Beethoven in Verbindung mit Sailer.
Sailers Wirken zeichnet sich durch den Versuch aus, zwischen der Katholischen Kirche und der Moderne zu vermitteln. Sein Denken war geprägt von einer „Offenheit und Weite des Geistes“. Er stand etwa im Kontakt mit Immanuel Kant. Philosophie, Psychologie und Pädagogik band er in seine Theologie ein. Seine Theologie war geprägt von einer Hinwendung zur Bibel, einer christologischen Grundhaltung und von Gedanken um das Wesen der Kirche und ihre Stellung in der Welt. Zudem ging es ihm um eine theoretische Begründung und eine praktische Förderung der christlichen Erziehung. Sailers theologische Leistung liegt nach Georg Schwaiger darin, der Theologie „neue, tragfähige Fundamente“ gebaut zu haben.

## Schriften (Auswahl)

### Einzelschriften

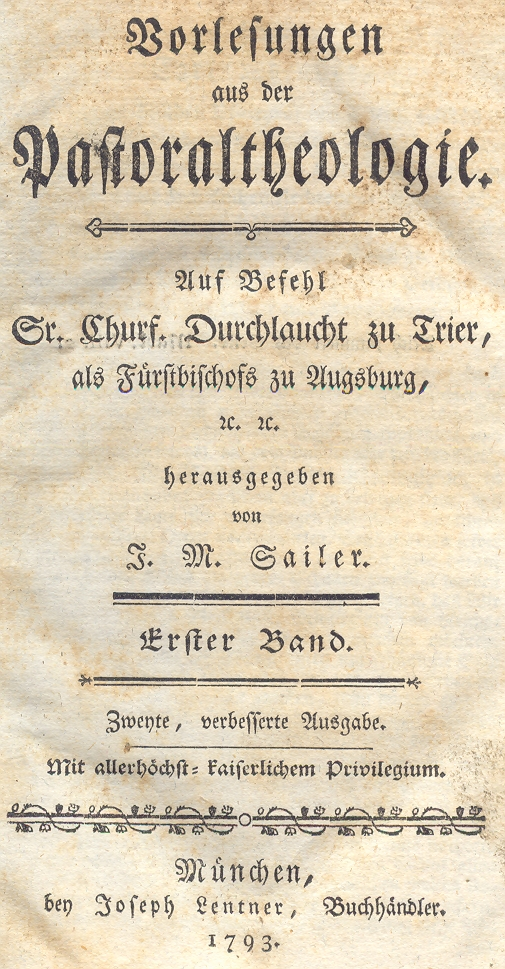
Vorlesungen aus der Pastoraltheologie, München 1793 (Titelseite)

- Theologiae Christianae cum Philosophia nexus. Augsburg 1779
- Vollständiges Lese- und Betbuch zum Gebrauch der Katholiken. München, Ingolstadt 1783
- Vollständiges Gebetbuch für Katholische Christen. München 1785
- Ueber den Selbstmord. Für Menschen, die nicht fühlen den Werth, ein Mensch zu sein. München 1785 (Digitalisat und Volltext im Deutschen Textarchiv); (reader.digitale-sammlungen.de in der BSB)
- Vernunftlehre für Menschen, wie sie sind. Nach den Bedürfnissen unserer Zeit. 2 Bde. München 1785
- Glückseligkeitslehre aus Vernunftgründen, mit Rücksicht auf das Christentum. München 1787
- Vorlesungen aus der Pastoraltheologie. 3 Bde., München 1788–1789
- Kurzgefasste Erinnerungen an junge Prediger. München: 1791 (Digitalisat und Volltext im Deutschen Textarchiv)
- Für Kranke und ihre Freunde. München 1791
- Vorlesungen aus der Pastoraltheologie. München 1793
- Das Buch von der Nachfolge Christi. Neu übersetzt und mit einer Einleitung und kurzen Anmerkungen für nachdenkende Christen. München 1794
- Predigten und Predigt-Entwürfe auf alle Sonn- und Festtage des Jahres. Salzburg 1800
- Briefe aus allen Jahrhunderten der christlichen Zeitrechnung. Gewählt, übersetzt und zur Erbauung und Belehrung seiner Mitchristen herausgegeben 6 Bde. München 1800–1804
- Grundlehren der Religion. München 1805
- Über Erziehung für Erzieher. München 1807
- Kleine Bibel für Kranke und Sterbende und ihre Freunde. München 1810
- Joseph Anton Sambuga, wie er war. München, Verlag Jakob Giel, 1816 Kompletter Scan des Buches.
- Handbuch der christlichen Moral, zunächst für künftige katholische Seelsorger und dann für jeden gebildeten Christen. München 1817

Eine vollständige Bibliographie der ca. 240 Schriften Sailers liegt vor.

### Neuere Nachdrucke
- Vorlesungen aus der Pastoraltheologie. In: Anton Zottl, Werner Schneider (Hrsg.): Wege der Pastoraltheologie. Texte einer Bewußtwerdung. Band I. Das 18. Jahrhundert: Grundlegung und Entfaltung (F. St. Rautenstrauch – F. Ch. Pittroff – J. M. Sailer). Franz-Sales-Verlag, Eichstätt 1987, ISBN 3-7721-0095-3, S. 117–167 (wesentliche Passagen aus: 1. Grundfragen der Pastoraltheologie, 2. Praktisches Schriftforschen als Grundlage und Vorbereitung pastoraler Tätigkeit, 3. Der Seelsorger in seinen Funktion als Lehrer, Hirte und Priester).
- Das Buch von der Nachfolge Christi: ausgewählte Verse; mit Abbildungen aus illuminierten Handschriften der British Library des Thomas von Kempen. Nach der Übers. von Johann Michael Sailer. Steinkopf, Kiel 2004, ISBN 3-7984-0773-8
- Die Weisheit auf der Gasse, oder Sinn und Geist deutscher Sprichwörter. Ein Lehrbuch für uns Deutsche, mit unter auch eine Ruhebank für Gelehrte, die von ihren Forschungen ausruhen möchten. 1810. Neu hrsg. Greno, Nördlingen 1987, Reihe Die Andere Bibliothek, ISBN 3-89190-801-6.

### Gesamtausgaben
- Gesammelte Schriften. 9 Bde. München 1828–1823
- Gesammelte Werke. 28 Teile, Grätz 1818–1827
- Gesammelte Reden. Sonntags-, Fest-, Fasten-, dann allgemeine Gelegenheits- und erste Meß-Predigten und Homilien. 8 Teile, Grätz 1820
- Herausgegebene Reden. Sonntags-, Fest- und Gelegenheitspredigten. 6 Teile, Grätz 1820–1821
- Sämmtliche Werke. unter Anleitung des Verfassers herausgegeben von Joseph Widmer, 40 Teile, Sulzbach 1830–41, Suppl. Band 1855